# Björn III de Suecia
Según la saga Hervarar, Björn III o Björn Eriksson (apodado el Viejo, 875 - 950) fue un caudillo vikingo, rey de la dinastía Yngling en Gamla Uppsala, Suecia a finales del siglo IX. Hijo del rey Erik Anundsson y padre de Erico el Victorioso y Olof II de Suecia. Landnámabók (o el libro de los asentamientos) cita que Erik y su hijo Björn gobernaron durante el papado de Adriano II y Juan VIII, periodo que comprende entre el 867 y 883, periodo de los primeros asentamientos en Islandia. La saga del rey Harald menciona que su padre Erik murió cuando el rey contemporáneo Harald I de Noruega llevaba gobernando diez años, por lo tanto Björn III comenzó su reinado hacia el año 882.
Adán de Bremen, no obstante, considera a Emund Eriksson como predecesor de Erico el Victorioso. Como a veces los suecos tenían la diarquía como sistema de gobierno, es probable que Emund compartiera el poder con Björn.